# たとえばぼくが死んだら 森田童子ベスト・コレクションII
『たとえばぼくが死んだら 森田童子ベスト・コレクションII』は、森田童子のベスト・アルバム。1993年にワーナーミュージック・ジャパンより発売された。

## 収録曲
全作詞・作曲:森田童子
1. たとえばぼくが死んだら
編曲:千代正行
2. ぼくは16角形
編曲:比呂公一
3. 船がくるぞ
編曲:比呂公一
4. 菜の花あかり
編曲:千代正行
5. 球根栽培の唄
編曲:石川鷹彦
6. みんな夢でありました
編曲:千代正行
7. チィチィよハァハァよ(「海が死んでもいいョって鳴いている」より)
編曲:千代正行
8. 151680時間の夢
編曲:石川鷹彦
9. 赤いダウンパーカーぼくのともだち
編曲:千代正行
10. ぼくのせいですか
編曲:石川鷹彦
11. きれいに咲いた
編曲:千代正行
12. ぼくを見つけてくれないかなァ
編曲:石川鷹彦
13. 愛情練習(ロシアン・ルーレット)
編曲:石川鷹彦